# Habenaria unguilabris
Habenaria unguilabris är en orkidéart som beskrevs av Bryan Roger Adams. Habenaria unguilabris ingår i släktet Habenaria och familjen orkidéer.
Artens utbredningsområde är Zimbabwe. Inga underarter finns listade i Catalogue of Life.